# Flughafen Tokio-Haneda

i7
i11
i13

Flughafendiagramm

Der Flughafen Tokio-Haneda (jap. 東京国際空港 Tōkyō Kokusai Kūkō, dt. „Internationaler Flughafen Tokio“; engl. Tokyo International Airport, IATA-Code: HND, ICAO-Code: RJTT) ist ein internationaler Flughafen in Tokio und gilt nach der japanischen Gesetzgebung als Flughafen 1. Klasse. Er wird meist als Flughafen Haneda (羽田空港, Haneda Kūkō) bezeichnet, was zugleich der Stadtteilname des Flughafens in Ōta ist. Mit über 75 Millionen Fluggästen im Jahr zählt Haneda zu den größten Flughäfen der Welt. Der Flughafen dient den Fluggesellschaften Japan Airlines, All Nippon Airways, Skymark, Air Do und Solaseed Air als Drehkreuz.
Der internationale Flugverkehr nach Tokio wurde seit 1978 hauptsächlich über den Narita International Airport in Narita abgewickelt, bis 2010 in Haneda das internationale Terminal (heute Terminal 3) und eine vierte Start- und Landebahn eröffnet wurden, wodurch internationale Nachtflüge möglich wurden. Seit März 2014 werden auch tagsüber internationale Flüge durchgeführt.

## Geschichte

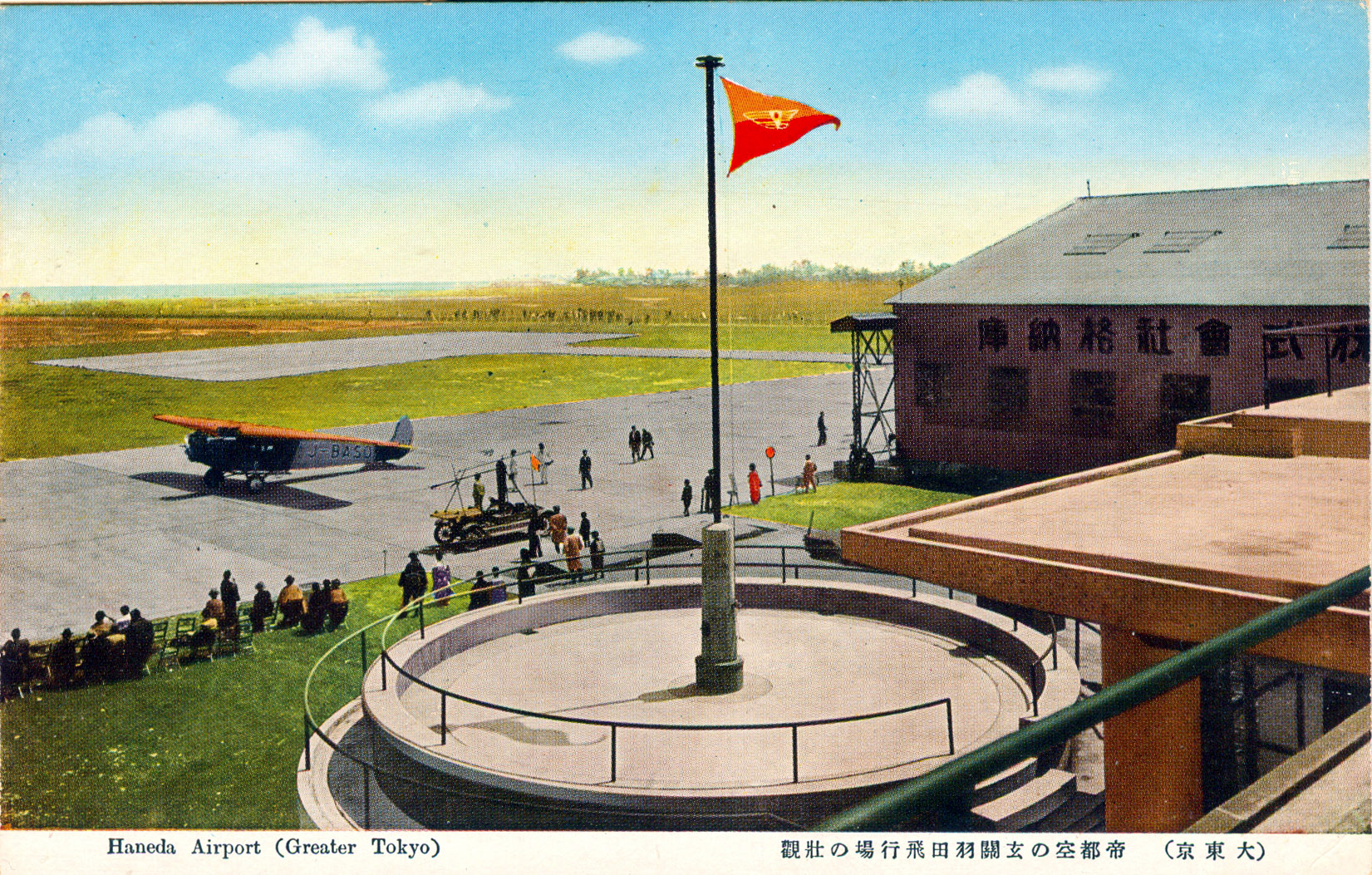
Der Flugplatz Haneda im Jahr 1937

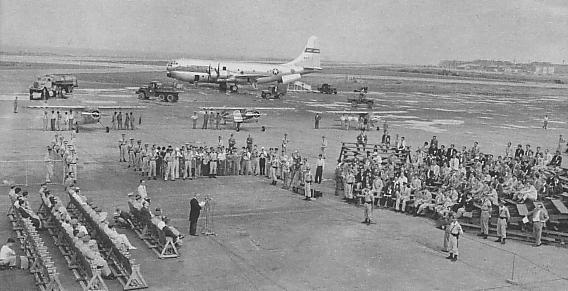
Eine Boeing C-97 des US-Militärs auf der Haneda Army Air Base im Jahr 1952

Der Flughafen wurde am 25. August 1931 als Flugplatz Haneda (japanisch 羽田飛行場 Haneda Hikōjō) eröffnet. Vor dem Bau des Flughafens Haneda war das Gebiet, in dem sich der heutige Flughafen Haneda befindet, ein wohlhabender Ferienort rund um den Anamori-Inari-Schrein, und der wichtigste Flughafen Tokios war der Flugplatz Tachikawa. In den 1930er-Jahren wurden Flüge zu Zielen innerhalb Japans sowie internationale Flüge nach Korea und in die Mandschurei angeboten. Manchuria Aviation Company flog zudem von Haneda nach Changchun. In den Anfangsjahren expandierte der Passagier- und Frachtflugverkehr sehr stark. 1939 wurde die Start- und Landebahn auf eine Länge von 800 Metern erweitert sowie eine zweite ebenfalls 800 Meter lange Piste eröffnet. Das Flughafengebäude wurde auf eine Fläche von 72,8 Hektar ausgebaut. Während des Zweiten Weltkriegs wurde der Flughafen fast ausschließlich zu militärischen Zwecken genutzt. Die Kaiserlich Japanischen Marineluftstreitkräfte etwa nutzten Haneda für Flugübungen.
In den späten 1930er-Jahren plante die Regierung einen neuen Flughafen auf einer künstlichen Insel im Tokioter Stadtteil Kōtō. Er sollte fünfmal so groß sein wie Haneda und deutlich größer als der Flughafen Berlin-Tempelhof, der damals als der größte der Welt galt. Die Bauarbeiten begannen im Jahr 1939 und sollten 1941 abgeschlossen sein, der Bau verzögerte sich jedoch aufgrund von mangelnden Ressourcen im Zweiten Weltkrieg. Die Alliierten bevorzugten nach der Kapitulation Japans schließlich den Ausbau Hanedas, und das Projekt wurde aufgegeben.
General Douglas MacArthur beschloss im September 1945, dass Haneda der Besatzungsmacht übergeben werde. Der Flughafen wurde in Haneda Army Air Base umbenannt und die Pisten verlängert, wozu 3000 Anwohner dazu aufgefordert wurden, ihre Häuser zu verlassen. Die Bauarbeiten begannen im Oktober 1945 und wurden im Juni 1946 beendet.
Die ersten internationalen Passagierflüge nach dem Krieg wurden 1947 von Northwest Orient Airlines nach China, Südkorea und in die Philippinen und den USA durchgeführt. Zudem bot Pan American World Airways Flüge nach Europa an.
1952 gab das US-Militär die Haneda Air Base teilweise an Japan zurück. Dieser Teil der ehemaligen Air Base wurde in Tokyo International Airport umbenannt.
Japan Airlines begann 1951, innerjapanische Flüge vom Flughafen Haneda aus durchzuführen. 1955 wurde ein neues Passagierterminal eröffnet. In den 1950er-Jahren begannen auch europäische Airlines, Haneda anzufliegen: 1952 Air France, 1953 British Overseas Airways Corporation und 1957 SAS Scandinavian Airlines. 1967 nahm auch Aeroflot in Kooperation mit Japan Airlines Flüge von Moskau nach Haneda auf. 1957 bediente Japan Airlines wöchentlich 86 innerjapanische und 8 internationale Flüge von Haneda aus. 1966 besaß der Flughafen 3 Start- und Landebahnen, die jeweils 3150 m × 61 m, 3002 m × 55 m und 1570 m × 46 m groß waren. Rechtzeitig zu den Olympischen Sommerspielen in Tokio im Jahr 1964 wurde der Flughafen mit der Tōkyō Monorail an die Innenstadt angeschlossen. 1966 beschloss die Regierung, einen neuen Flughafen für internationale Flüge zu bauen, den Flughafen Tokio-Narita. Dieser wurde 1978 eröffnet, und nahezu alle internationalen Flüge wurden dorthin verlagert, wodurch Haneda zu einem Regionalflughafen wurde.
1984 begann man mit dem Ausbau von Haneda; so wurde 1988 die neue Start- und Landebahn A (3000 Meter) in Betrieb genommen, 1993 das neue Terminal West (Terminal 1) mit einer damals prognostizierten Fluggastzahl von 40 Millionen pro Jahr eröffnet und 1997 die neue Start- und Landebahn C (3000 Meter) in Betrieb genommen. Ein Jahr später, 1998, wurde eine zweite Bahnverbindung mit der Keikyū, die auch Verbindungen nach Yokohama anbietet, geschaffen. Im Jahr 2000 nahm man die neue Start- und Landebahn B (2500 Meter) in Betrieb.
2002 verlegte auch China Airlines seine internationalen Flüge nach Narita, was zur Folge hatte, dass Haneda fortan nur noch im innerjapanischen Verkehr genutzt wurde. Doch schon 2003 wurde der internationale Verkehr mit Charterflügen nach Gimpo/Seoul (Südkorea) wieder aufgenommen.
Am 1. Dezember 2004 erfolgte die Inbetriebnahme des neuen Terminals Ost (Terminal 2) und 2010 die Inbetriebnahme der neuen Start- und Landebahn D sowie des neuen internationalen Terminals (seit März 2020 Terminal 3). Daraufhin verlegten viele Airlines ihre Flüge von Narita nach Haneda.

## Flughafenanlagen
Der Flughafen besitzt drei Terminals. Die Hauptabfertigungsgebäude 1 und 2 sind unterirdisch miteinander verbunden, zudem verkehrt im 5-Minuten-Takt ein Shuttlebus zwischen den drei Terminals. Das Terminal 3 ist 24h am Tag geöffnet, während Terminal 1 und 2 zwischen 23:00 Uhr und 5:00 Uhr geschlossen sind.
Alle drei Abfertigungsgebäude werden von privaten Firmen betrieben. Japan Airport Terminal Co., Ltd. (japanisch 日本空港ビルディング株式会社 Nippon Kūkō Birudingu kabushiki-gaisha) betreibt die Terminals 1 und 2 und Tokyo International Air Terminal Corporation (japanisch 東京国際空港ターミナル株式会社 Tōkyō Kokusai Kūkō Tāminaru Kabushiki-gaisha) betreibt das Terminal 3. Die Pisten und Rollbahnen gehören dem Ministerium für Land und Verkehr. Mit Stand März 2013 haben Terminal 1 und 2 zusammen 47 Fluggastbrücken.

### Auszeichnungen (Auswahl)
- 2013:
  - Skytrax-Awards: Best Airport Terminal Cleanliness, World’s Best Domestic Airport
- 2014:
  - Skytrax-Awards: Best Airport Terminal Cleanliness, World’s Best Domestic Airport
- 2015:
  - Skytrax-Awards: World’s Best Airport Security Processing, World’s Best Domestic Airport
- 2016:
  - Skytrax-Awards: Best Airport Terminal Cleanliness, World’s Best Domestic Airport, viertbester Flughafen
- 2017:
  - Skytrax-Awards: Best Airport Terminal Cleanliness, World’s Best Domestic Airport, World’s Best 60 million+ Passengers Airport, zweitbester Flughafen

Darüber hinaus erhält Tokio-Haneda seit 2014 jährlich durch Skytrax die höchste Auszeichnung als „5-Star Airport“ und erreicht damit einen Status, den weltweit nur elf weitere Flughäfen für sich beanspruchen können.

### Terminal 1
Das Terminal 1 trägt den Spitznamen „Big Bird“ und wurde 1993 eröffnet. Es ist das größte Terminal Hanedas und ersetzte das 1970 gebaute Abfertigungsgebäude. Das linienförmig gestaltete Gebäude beinhaltet unter anderem ein sechsstöckiges Restaurant, ein Einkaufszentrum, Konferenzräume im Mittelteil und eine große Aussichtsplattform auf dem Dach.
Das Terminal 1 wird bedient von Japan Airlines, Japan Transocean Air, J-Air, und Skymark Airlines.

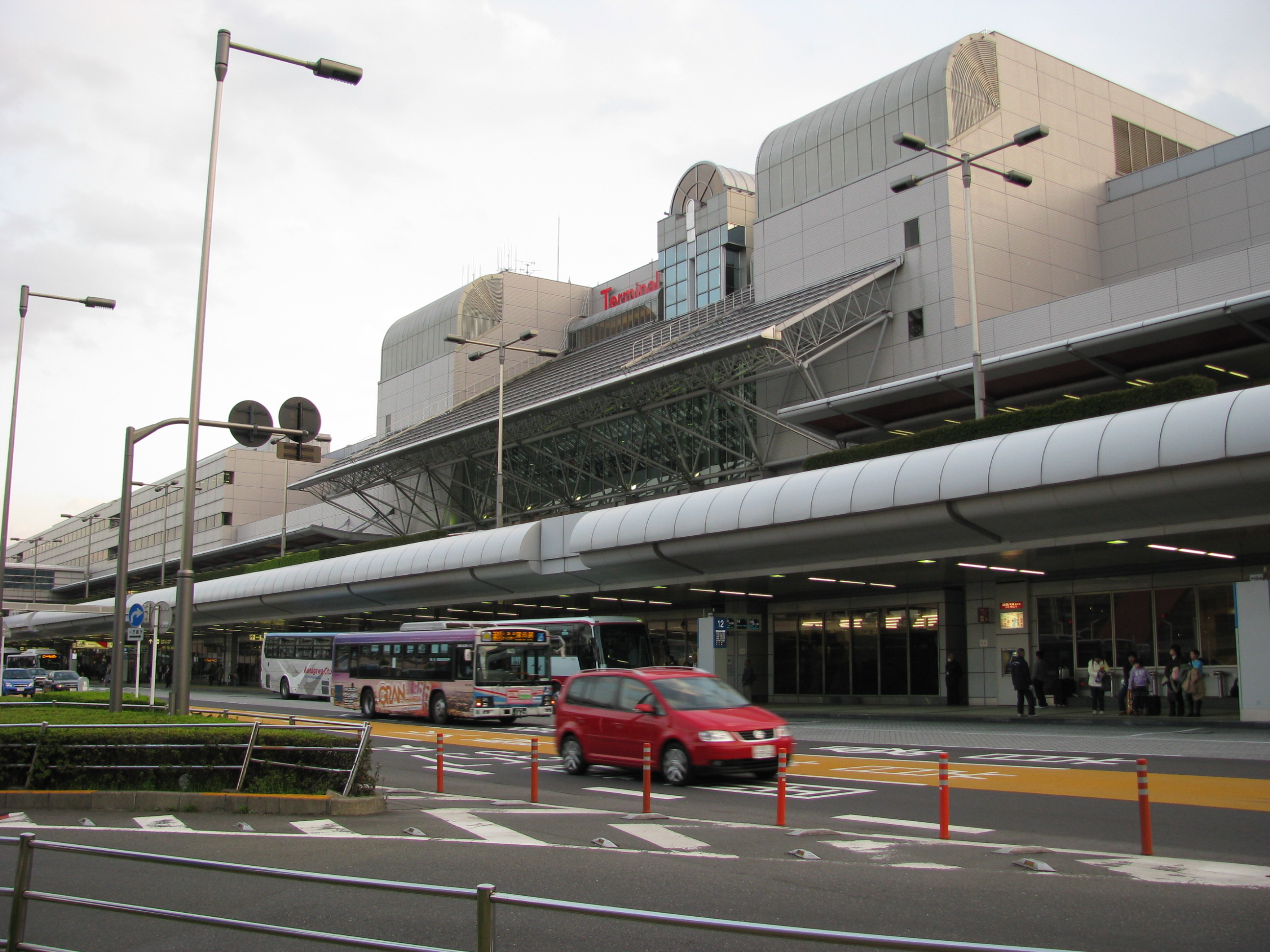
Frontansicht
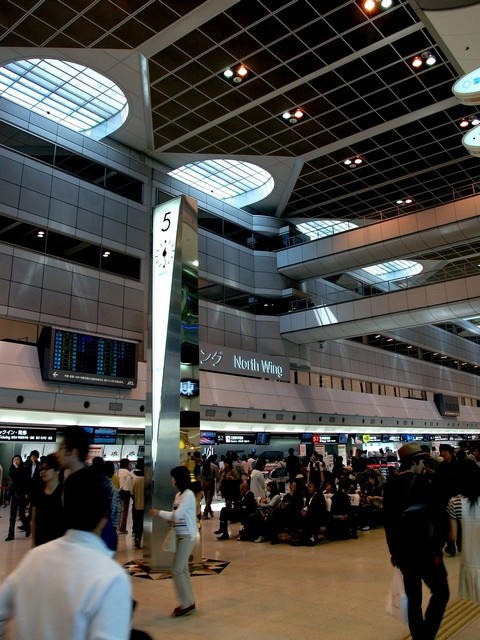
North Wing
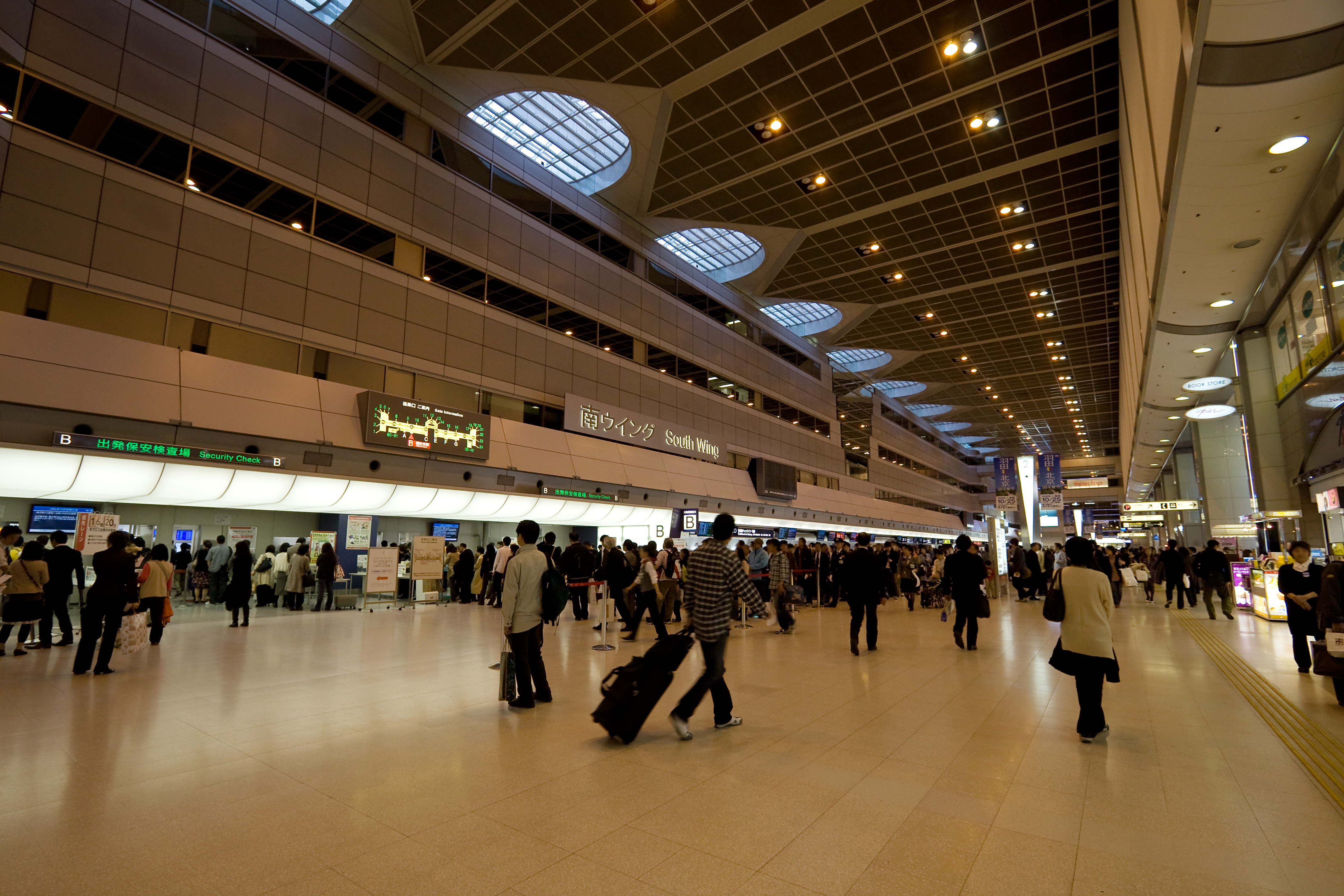
South Wing
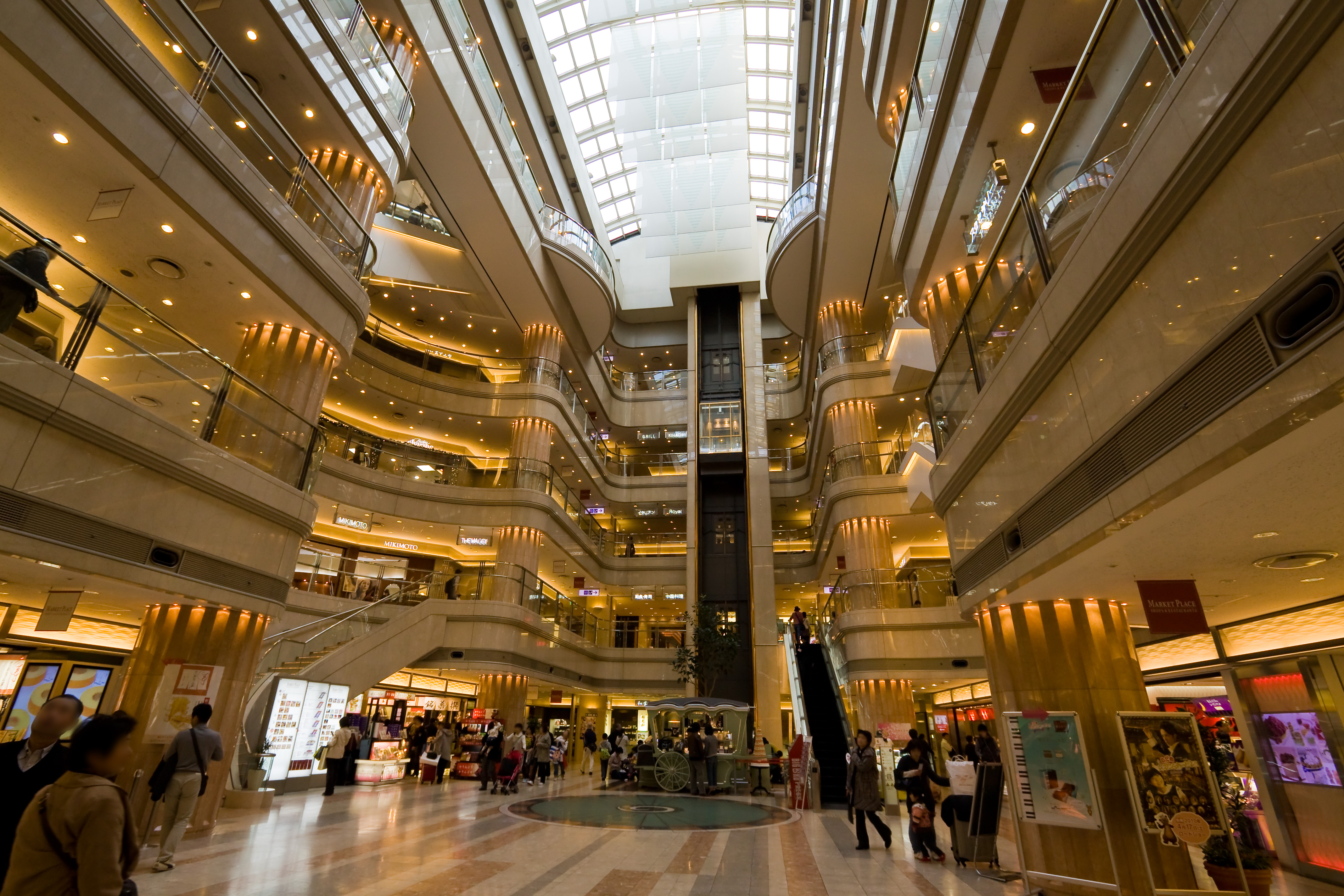
Treppenhaus des „Market Place“

### Terminal 2
Terminal 2 wurde im Dezember 2004 eröffnet und dient Flügen von All Nippon Airways, Air Do, Solaseed Air sowie StarFlyer. Hier befindet sich auch das Haneda Excel Hotel Tokyu. Im Zuge der Umbaumaßnahmen im Vorfeld der Olympischen Sommerspiele und Paralympischen Sommerspiele 2020 in Tokio werden ab März 2020 auch internationale Flüge im Terminal 2 abgefertigt.

Frontansicht
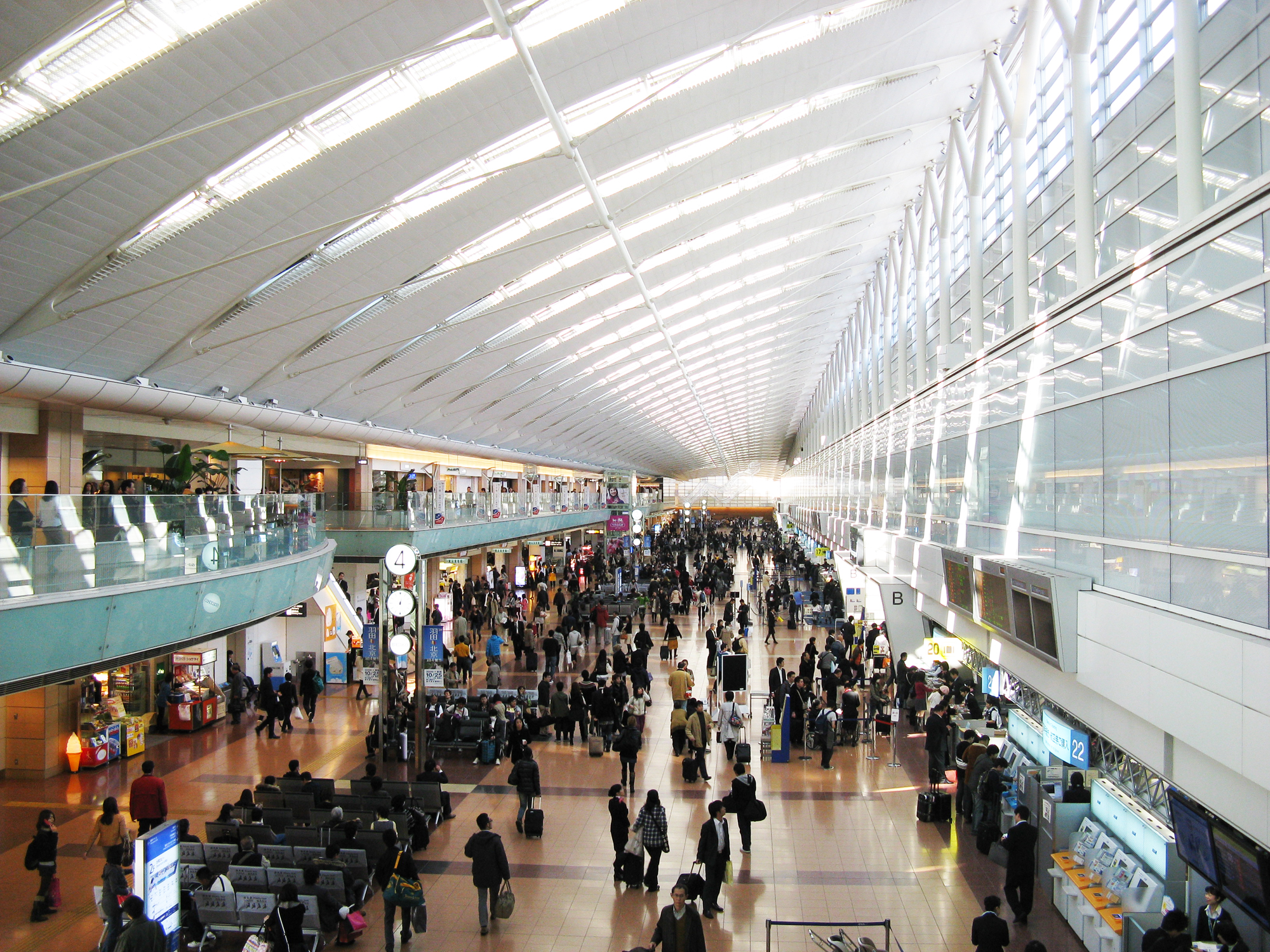
Check-In-Bereich
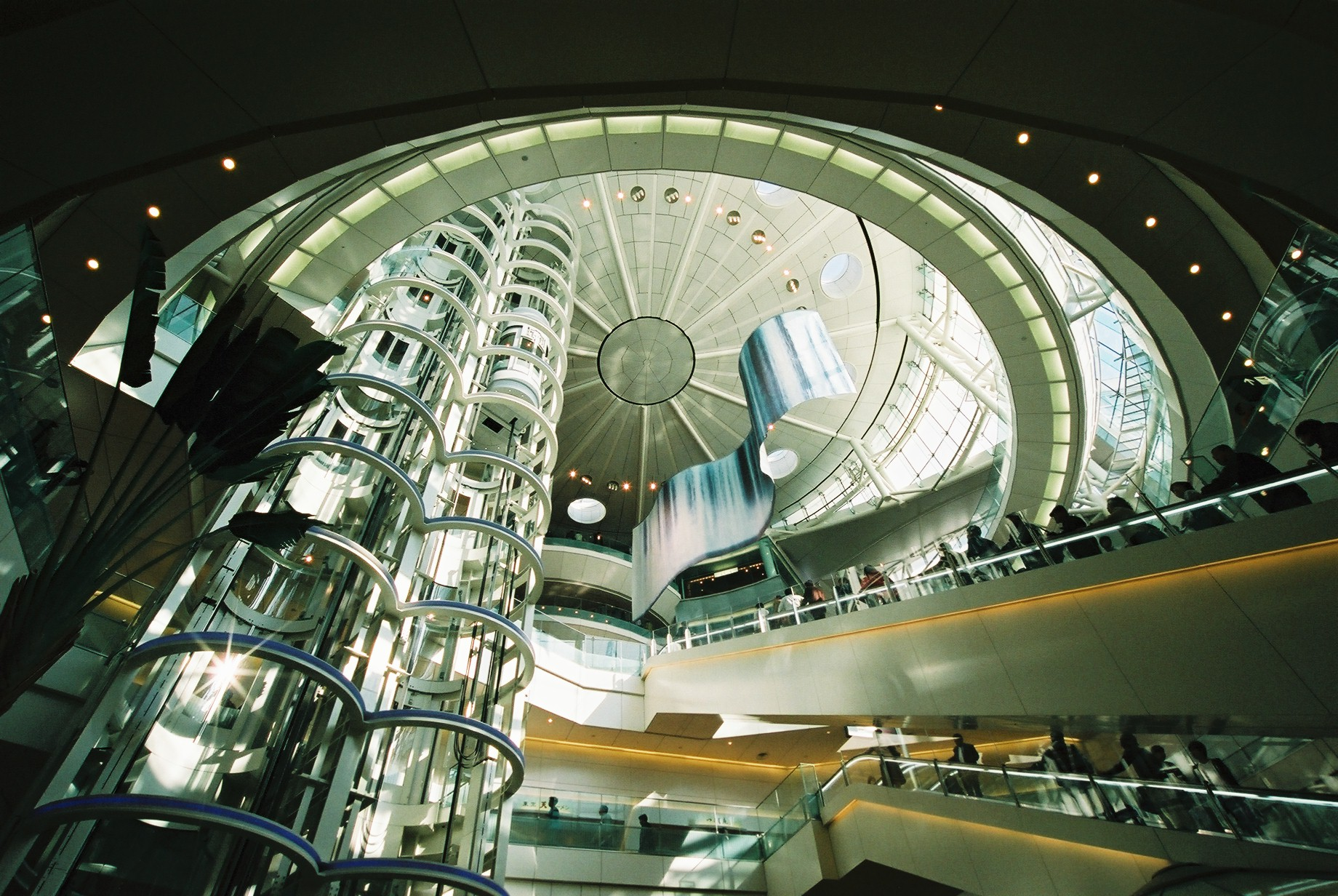
Treppenhaus des „Market Place“
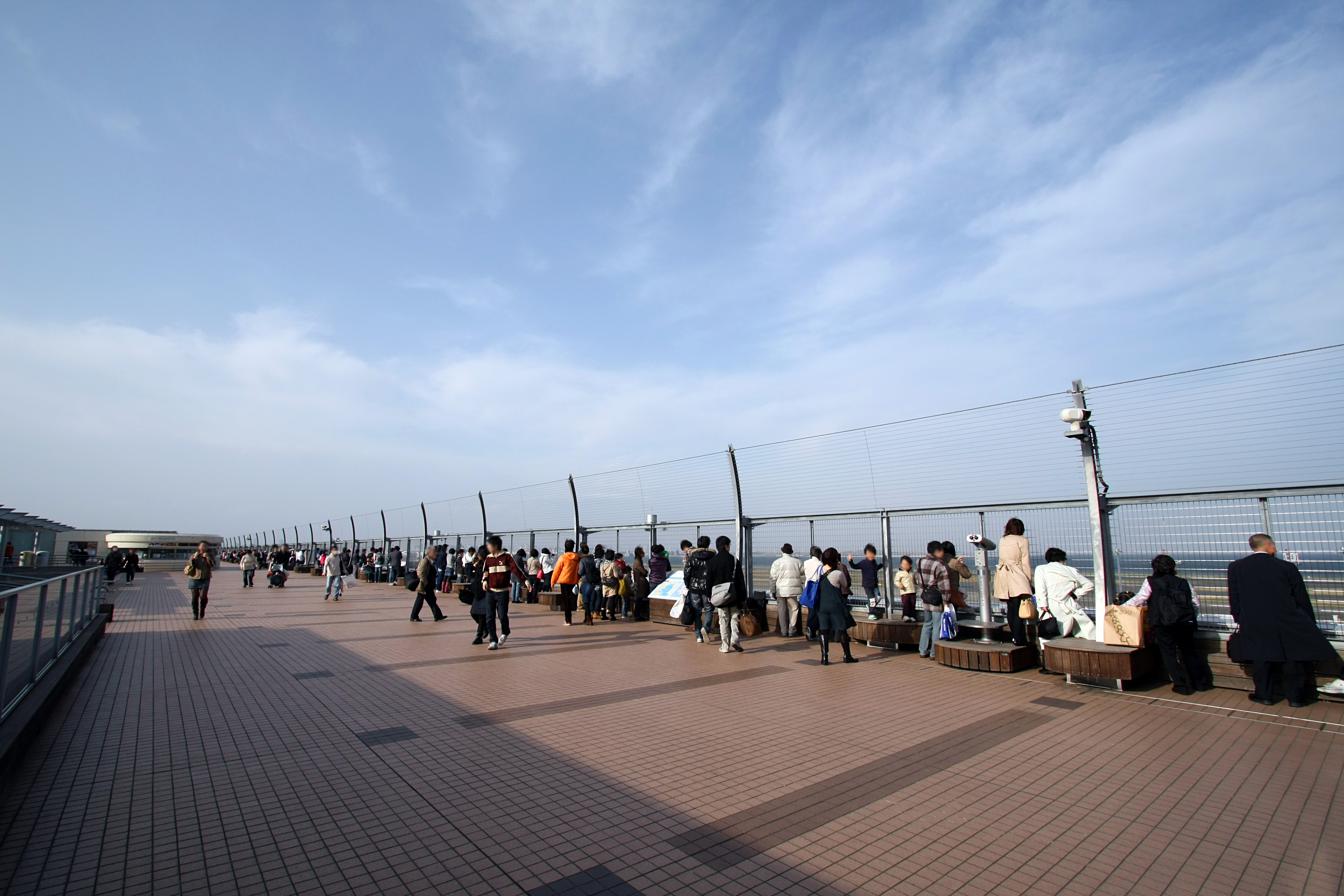
Aussichtsplattform

### Terminal 3
Das Terminal 3 (bis 13. März 2020 International Terminal) öffnete am 21. Oktober 2010. Die beiden ersten Langstreckenflüge hoben am 30. Oktober kurz vor Mitternacht ab. Da ab März 2020 auch in Terminal 2 internationale Flüge abgefertigt werden sollen, wurde das internationale Terminal in Terminal 3 umbenannt, um Verwirrungen zu vermeiden.

Seitenansicht
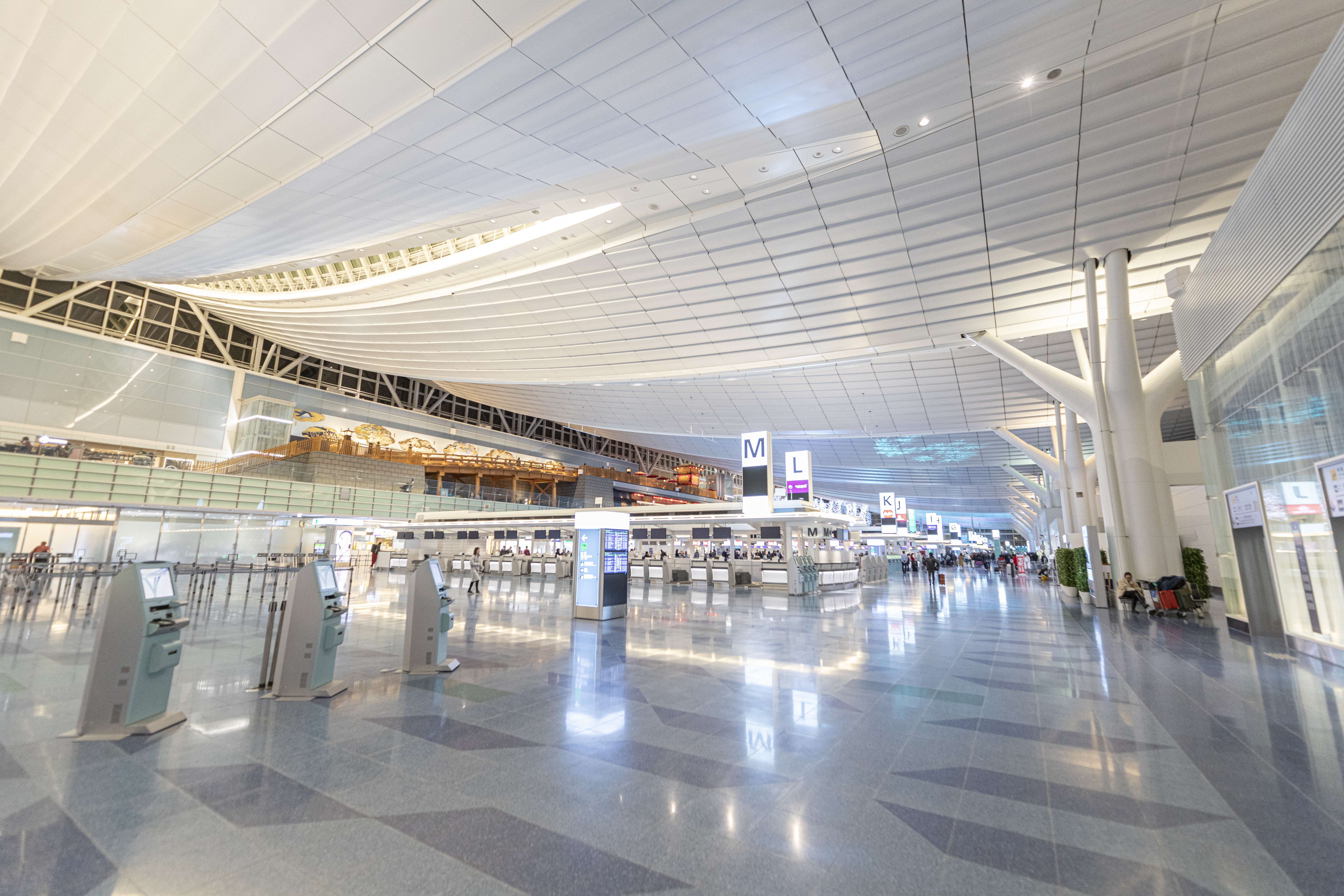
Check-In-Bereich
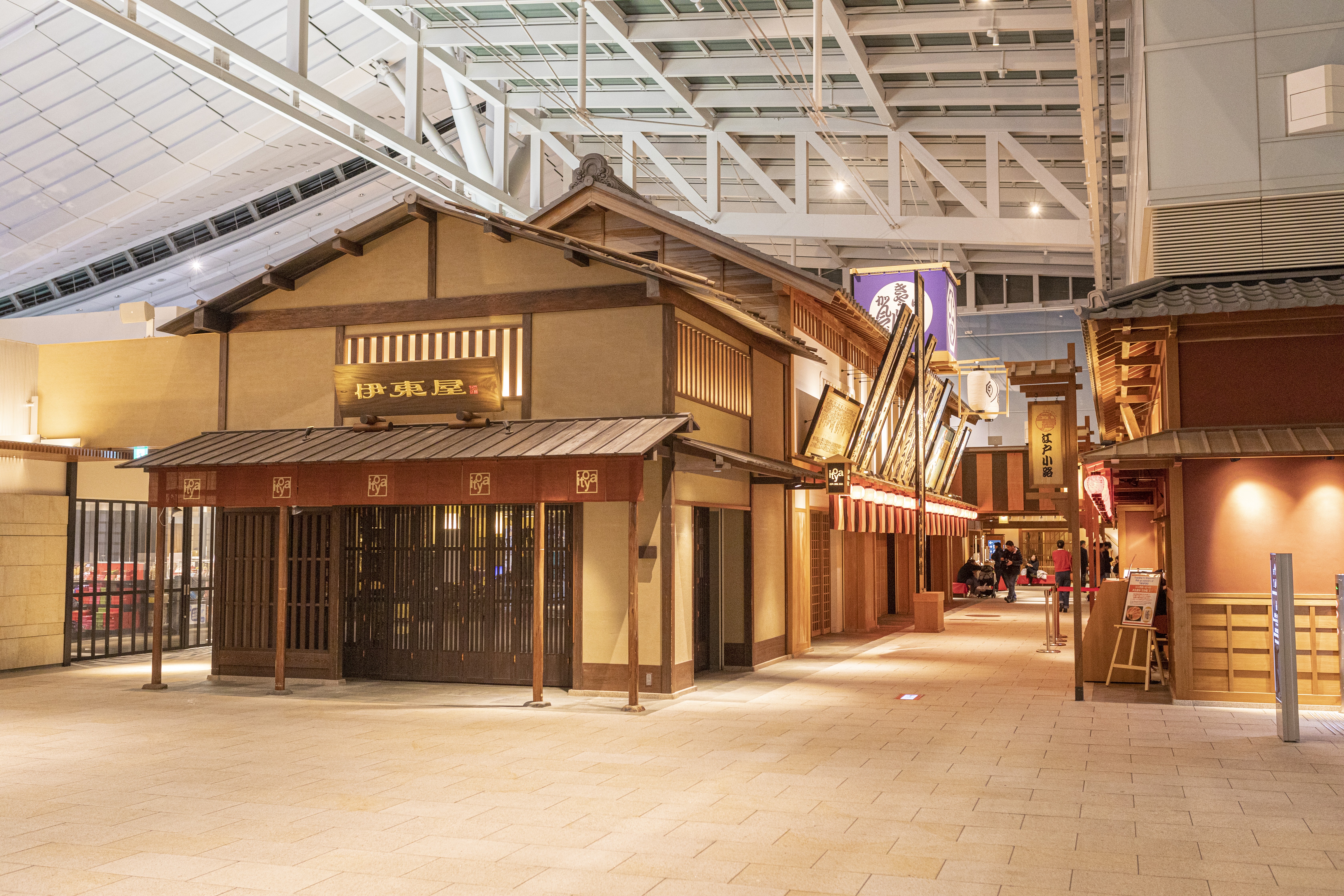
Einkaufszentrum im Edo-Stil
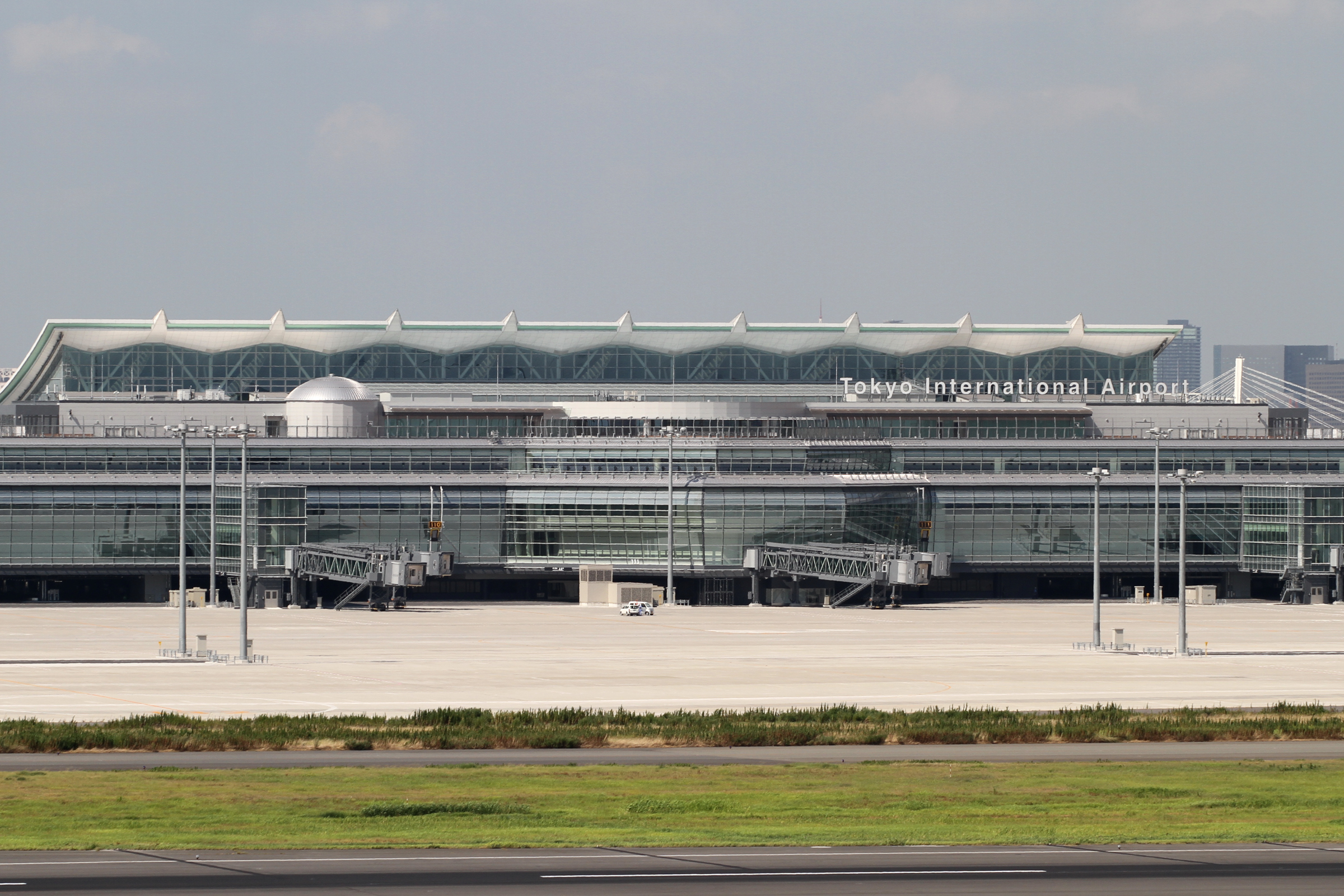
Terminal 3 mit Vorfeld

### Logistikeinrichtungen
Haneda ist nach Narita und Osaka-Kansai Japans drittgrößter Frachtflughafen. Das Flughafengrundstück grenzt an das Tokyo Freight Terminal der Japan Freight Railway Company, welches der wichtigste Güterbahnhof im Zentrum Tokios ist.

### Andere Einrichtungen
Der Flughafen verfügt über ein Geschäftsreiseflugzeug-Terminal. Dieses wird oft von ausländischen Regierungschefs und Staatsoberhäuptern sowie der Japanese Air Force One und anderen Regierungsmaschinen genutzt. Im März 2012 wurde ein neues „Premiere Gate“ für Geschäftsreiseflugzeuge eröffnet, welches erlaubt, dort bis zu 30 Tage lang zu parken.
Japan Airlines betreibt auf dem Flughafengelände Trainingseinrichtungen und das Japan Airlines Safety Promotion Center. Letzteres ist Museum und Bildungszentrum zur Förderung der Flugsicherheit. Hauptziel ist es, Japan Airlines-Mitarbeitern Sicherheitsbewusstsein zu schaffen. Die meisten Ausstellungsstücke erklären die Ereignisse, die zum Absturz des Japan-Airlines-Flugs 123 führten. Zu sehen sind u. a. Wrackteile des hinteren Rumpfes, Zeitungsartikel des Unfalls, Bilder des Absturzes, Abschiedsbriefe von Passagieren und der Stimmenrekorder.
Die Behörde für maritime Sicherheit verfügt auf dem Flughafen über eine Basis.

## Fluggastzahlen
- 2003: 62.876.152
- 2004: 62.291.405
- 2005: 63.303.843
- 2006: 66.089.277
- 2007: 66.823.414
- 2008: 66.707.213
- 2009: 61.934.302
- 2010: 64.211.074
- 2011: 62.598.350
- 2012: 66.720.445
- 2013: 68.906.509
- 2014: 72.826.565
- 2015: 75.254.942
- 2016: 80.121.680

## Verkehrsanbindung

### Verbindungen zum Flughafen Narita

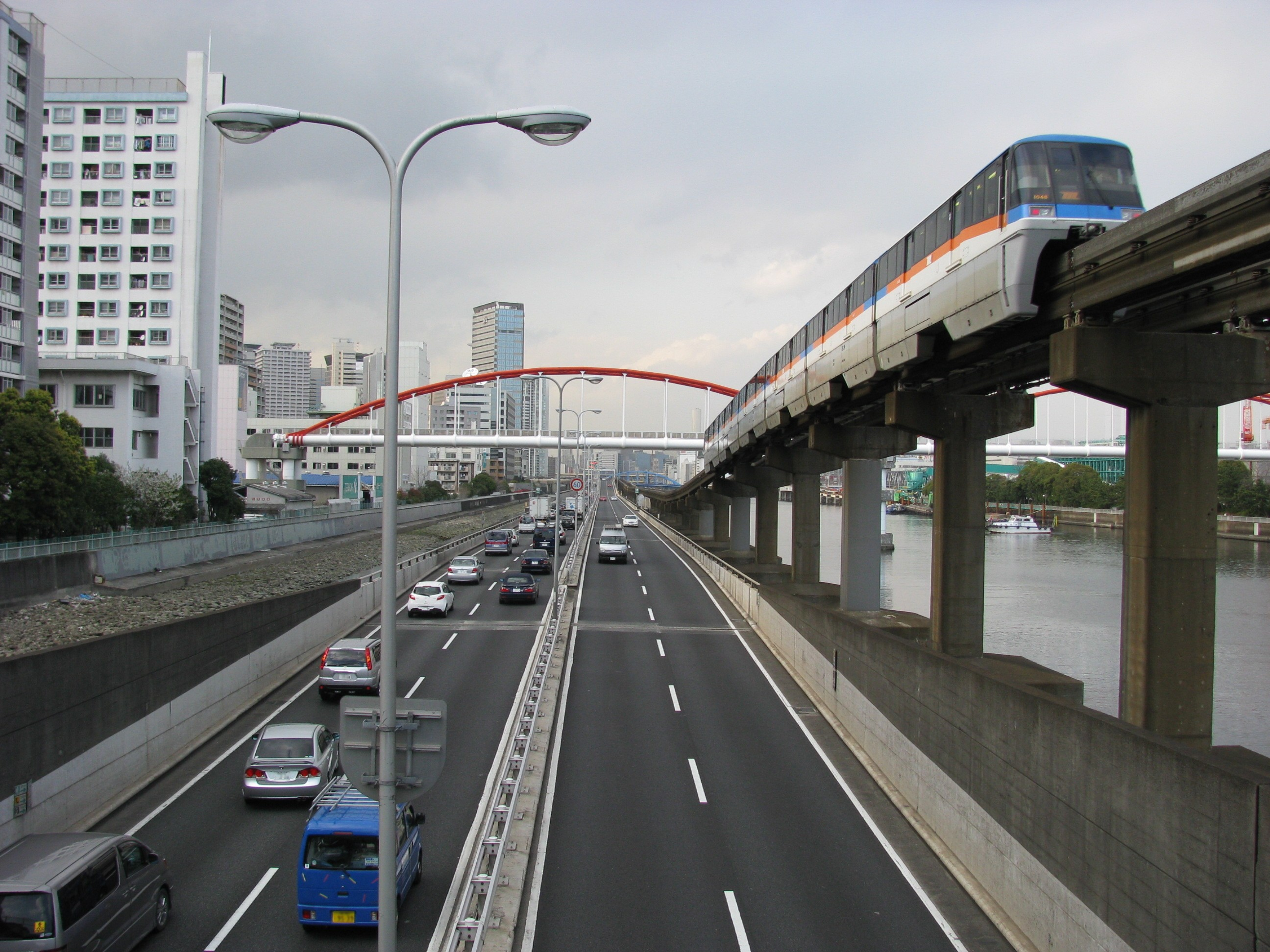
Die Stadtautobahn Tokio und ein Einschienenzug der Tōkyō Monorail

Es gibt mehrere Verbindungen mit Bus und Bahn zum Flughafen Tokio-Narita; beispielsweise verkehren Busse der Airport Transport Service zwischen den Flughäfen und Keisei Dentetsu betreibt eine S-Bahn-Verbindung. Eine Fahrt dauert 1,5 bis 2 Stunden.

### Schienenverkehr
Der Flughafen ist an das Schienennetz der Keikyū und der Einschienenbahn Tōkyō Monorail angeschlossen. Die Tōkyō Monorail ist über die Bahnhöfe Haneda Airport Terminal 1, Haneda Airport Terminal 2 und Haneda Airport Terminal 3 zu erreichen. Keikyū betreibt in Haneda die Bahnhöfe Haneda Airport Terminal 3 und Haneda Airport Terminal 1·2.
Keikyū bietet über die Flughafenlinie Verbindungen zu den Bahnhöfen Shinagawa und Yokohama an. Zudem gibt es durchgebundene Züge über die Asakusa-Metro-Linie und weiter auf der Keisei-Linien bis zum Flughafen Narita.
Tōkyō Monorail verbindet den Flughafen mit dem Bahnhof Hamamatsuchō, wo Passagiere in die Yamanote- oder Keihin-Tōhoku-Linie umsteigen können. Nach Hamamatsuchō fahren Expresszüge ohne Zwischenhalt in 16 Minuten.

### Straßenverkehr
Haneda ist über die Bayshore-Route und über Route 1 an die Stadtautobahn Tokio angeschlossen. Darüber hinaus betreiben Airport Transport Service und Keihin Express Bus Verbindungen zu verschiedenen Zielen in der Region Kantō. Die größten Busbahnhöfe sind Tokyo City Air Terminal, Shinjuku Highway Bus Terminal und Yokohama City Air Terminal.

## Zwischenfälle
- Am 9. Februar 1950 überrollte eine Canadair C-4 der Canadian Pacific Air Lines (Luftfahrzeugkennzeichen CF-CPR) auf dem Flughafen Tokio-Haneda das Ende der Landebahn und stürzte in die Bucht von Tokio. Alle 15 Insassen überlebten. Das Flugzeug wurde als Totalverlust abgeschrieben.[6]

- Am 9. Juli 1959 kam es mit einer Boeing 377 der US-amerikanischen Pan American World Airways (N90941) bei einem missglückten Durchstartversuch am Flughafen Tokio-Haneda zu einer Bauchlandung. Am Flugzeug entstand Totalschaden. Alle 59 Insassen überlebten die Bruchlandung.[7]

- Am 27. Juli 1950 schlug eine Douglas DC-3/C-47D der United States Air Force (USAF) (44-76439) etwa 20 Minuten nach dem Start vom Flughafen Tokio-Haneda 15 Kilometer südlich von Ōshima (Tokio) im Pazifik auf. Von den 26 Insassen kamen 25 ums Leben, drei Besatzungsmitglieder und 22 Passagiere. Das in 1500 Meter Tiefe liegende Wrack wurde nicht gehoben.[8]

- Am 25. April 1961 kam es zu einem Landeunfall der Douglas DC-8-32 der Japan Airlines JA8003 auf dem Flughafen Tokio-Haneda. Die Maschine brach auseinander und wurde erheblich beschädigt, nach neunmonatiger Wiederherstellung dann aber als DC-8-53 (JA8008) an Japan Airlines zurückgeliefert.

- Am 30. November 1964 kam eine Curtiss C-46D-15-CU Commando der japanischen Luftselbstverteidigungsstreitkräfte (JASDF) (51-1107) bei der Landung auf dem Flughafen Tokio-Haneda auf dem Bauch liegend zum Stillstand. Es ist unklar, ob das Fahrwerk kollabierte oder ob versehentlich eine Landung mit eingezogenem Fahrwerk (Bauchlandung) durchgeführt wurde. Nach dem Aufprall brach ein Feuer aus und zerstörte das Flugzeug. Alle 10 Insassen, Besatzungsmitglieder und Passagiere, überlebten den Unfall.[9]

- Am 4. Februar 1966 wurde eine Boeing 727-81 der All Nippon Airways (ANA) (JA8302) auf dem Flug von Sapporo-Chitose 12 Kilometer vor dem Zielflughafen Tokio-Haneda ins Wasser geflogen. Alle 133 Insassen wurden bei diesem CFIT (Controlled flight into terrain) während eines Sichtanfluges getötet (siehe auch All-Nippon-Airways-Flug 60).[10]

- Am 4. März 1966 flog eine Douglas DC-8-43 der Canadian Pacific Air Lines (CF-CPK) bei Dunkelheit und schlechten Sichtverhältnissen vor der Landebahn des Flughafens Tokio-Haneda ins Wasser. Der Unfall kostete 64 der 72 Insassen das Leben (siehe Canadian-Pacific-Airlines-Flug 402).[11]

- Am 5. März 1966 verunglückte eine Boeing 707-436 der BOAC (G-APFE) siebzehn Minuten nach dem Start vom Flughafen Tokio-Haneda, als sie infolge einer schweren Clear Air Turbulence in der Luft auseinanderbrach. Alle 124 Menschen an Bord, die sich auf einer Weltumrundung befanden, kamen dabei ums Leben (siehe auch BOAC-Flug 911).[12]

- Am 26. August 1966 verunglückte die einzige Convair CV-880 der Japan Domestic Airlines (JA8030) auf dem Flughafen Tokio-Haneda beim Start zu einem lokalen Trainingsflug. Die gesamte fünfköpfige Besatzung kam dabei ums Leben (siehe auch Flugunfall einer Convair CV-880 auf dem Flughafen Tokio-Haneda).[13]

- Am 18. April 1977 hob eine Douglas DC-8-53 der Philippine Airlines (RP-C803) beim Start auf dem Flughafen Tokio-Haneda schon nach 1000 Metern Rollstrecke verfrüht ab, kippte nach links, setzte wieder auf und geriet von der Startbahn ab, bevor sie 800 Meter weiter auf dem Gras rutschte. Als sie zum Stillstand kam, waren alle Triebwerke und das Fahrwerk abgerissen. Alle 140 Insassen, dreizehn Besatzungsmitglieder und 127 Passagiere, überlebten den Unfall. Ursachen waren der Ausfall der Antriebsarm-Baugruppen für die linke Höhenruderzunge und das Rad für die Höhenruderverriegelung.[14]

- Am 9. Februar 1982 kam die Douglas DC-8-61 der Japan Air Lines JA8061 beim Landeanflug auf den Flughafen Tokio-Haneda wegen eines Pilotenfehlers (versuchter erweiterter Suizid) vom Landegleitpfad ab und stürzte in die Bucht von Tokio. 24 der 174 Insassen starben (siehe auch Japan-Air-Lines-Flug 350).

- Am 2. Januar 2024 kollidierte der Airbus A350-941 JA13XJ der Japan Airlines bei der Landung mit einer De Havilland DHC-8-315Q der japanischen Küstenwache und kam brennend zum Stillstand. Laut Japan Airlines konnten sich alle 379 Personen an Bord des Passagierjets retten, während nur eines von sechs Besatzungsmitgliedern des Küstenwachflugzeugs lebend geborgen wurde (siehe auch Flugzeugkollision von Tokio-Haneda 2024).[15]